# Crossosperma velutina
Crossosperma velutina är en vinruteväxtart som först beskrevs av André Guillaumin, och fick sitt nu gällande namn av Thomas Gordon Hartley. Crossosperma velutina ingår i släktet Crossosperma och familjen vinruteväxter. Inga underarter finns listade i Catalogue of Life.